# Léon Blum
Léon Blum (9. dubna 1872, Paříž – 30. března 1950, Jouy-en-Josas u Versailles) byl francouzský politik a novinář, jako vedoucí Lidové fronty se stal v letech 1936 až 1938 premiérem Francie. Označoval se za marxistu, odmítal leninismus.

## Biografie
Léon Blum se narodil v Paříži v rodině střední vrstvy, proto mohl bez problémů vystudovat práva na Sorbonně. Politikou se začal zabývat po vypuknutí tzv. Dreyfusovy aféry v roce 1894, kdy se zapojil do demokratického hnutí proti antisemitským náladám ve francouzské společnosti. Prostřednictvím toho se dostal k místním socialistům a pracoval jako novinář v deníku L'Humanité. Po zavraždění Jeana Jaurése se stal roku 1916 generálním tajemníkem Francouzské sekce dělnické internacionály, v roce 1921 po rozdělení strany na demokraticko-socialistickou a komunistickou se stal předsedou socialistů. Vyznával pacifismus a internacionalismus, proto se například postavil proti okupaci Porúří roku 1923.
Po nástupu světové hospodářské krize a zesílení fašistických tendencí sjednotil francouzské levicové strany, odbory a občanská sdružení do Lidové fronty, která vyšla vítězně z legislativních voleb v roce 1936. Blum se tak stal historicky prvním socialistou a židem, který zastával post ministerského předsedy Francie. Po okupaci Francie Německem se stal vězněm v koncentračních táborech Buchenwald a Dachau. Po válce ohlásil odchod z francouzské politiky a soustředil se na mezinárodní otázky. Veřejně podporoval vznik státu Izrael a OSN. Zemřel dne 30. března 1950.